# Kids Return
Kids Return (jap. キッズ・リターン kidzu ritān) ist ein japanischer Spielfilm aus dem Jahr 1996. Regie bei dem Drama führte Takeshi Kitano, der auch das Drehbuch schrieb. Die Hauptrollen spielten Masanobu Andō und Ken Kaneko. Bandai Visual und Office Kitano produzierten den Film.

## Handlung
Nach langer Zeit trifft Shinji auf ein bekanntes Gesicht. Es ist kein anderer als Masaru, sein Klassenkamerad und Kumpel, mit dem er auf der High School ständig Blödsinn angestellt hat. Früher waren beide unzertrennlich. Egal was Masaru auch machte, sei es den Lehrern Streiche zu spielen, sich ins Kino für Erwachsene zu schleichen oder Mitschülern das Geld aus der Tasche klauen, Shinji war immer dabei.
Da sie es auf der Schule nicht weit bringen, versuchen sich beide auch in anderen Bereichen, jedoch wird der Plan Stand-Up-Comedian zu werden, schnell fallen gelassen. Beide beginnen dann als Boxer in einem Boxclub. Doch schon früh stellt sich heraus, dass Shinji der eindeutig talentiertere von den beiden ist. Während Shinji eine große Karriere als Boxer bevorsteht, gibt Masaru das Boxen auf und schließt sich den Yakuza an. Beide haben parallel voneinander großen Erfolg und steigen auf der Karriereleiter immer höher. Jedoch sucht sich Shinji, von Masaru allein gelassen, eine neue Person, an die er sich hängen kann. Dieser verführt ihn aber zu Alkohol und Dopingmitteln, sodass Shinji beim Boxen verliert und seine Karriere beendet ist. Ebenso ergeht es Masaru, dessen überzogenes Selbstvertrauen und der dadurch resultierende mangelnde Respekt gegenüber dem obersten Yakuza-Boss ihm zum Verhängnis wird.
Am Ende stehen beide vor dem Nichts. Wie in alten Zeiten fahren beide gemeinsam mit dem Rad auf ihren ehemaligen Schulhof, wo Shinji fragt, ob das das Ende von den beiden wäre, aber Masaru antwortet, dass sie nicht einmal angefangen hätten. Mit diesem optimistischen Ausblick endet der Film.

## Entstehungsgeschichte
Takeshi Kitano begann mit dem Film, nachdem er 1995 einen Motorradunfall gehabt hatte, der eine Seite seines Körpers gelähmt hatte. Nach einer Operation und einer Therapie wollte er zeigen, dass er sich nicht zurückziehen, sondern weiterhin Filme machen werde. Diese Erfahrung habe ihn und sein Werk jedoch verändert; so sagte er: „In meinen früheren Filmen war der Tod die Antwort auf die Fragen der Charaktere; sie haben nach dem richtigen Weg zu sterben gesucht. In diesem Film wählen sie zu leben, aber sie haben immer noch keine Antwort auf ihre Fragen; das Leben ist manchmal die schwierigere Wahl.“

## Rezeption
Der Film kam am 27. Juli 1996 in die japanischen Kinos. In den folgenden Monaten wurde er auf einigen Filmfestivals weltweit gezeigt, unter anderem auf dem Toronto Film Festival. Bis 2000 folgten Kinostarts in europäischen und asiatischen Ländern. Während er in Deutschland, Österreich und der Schweiz nicht in die Kinos kam, wurde er in Frankreich 24.699 mal gesehen. Kids Return erschien in Japan 1999 und in Großbritannien 2000 auf DVD.

## Kritiken
Jonathan Crow schrieb im All Movie Guide: „Nach seinem Nahtoderlebenis 1995 in Form eines Motorradunfalls, spinnt der Schauspieler/Comedian/Drehbuchautor/Regisseur Takeshi Kitano diese sehnsüchtige – wenn auch trostlose – Geschichte über zwei Oberschul-Freunde und ihr unausweichliches Gleiten ins Erwachsenensein.“ (Following his 1995 brush with death in the form of a motorcycle accident, actor/comedian/writer/director Takeshi Kitano spins this wistful -- if bleak -- tale about a pair of high school buddies and their inevitable slide into adulthood.)

## Auszeichnungen
Bei der Verleihung der Japanese Academy Awards 1997 wurden Masanobu Ando und Ken Kaneko als Bester Nachwuchsdarsteller ausgezeichnet und Joe Hisaishi für die Beste Musik nominiert. Takeshi Kitano wurde mit dem Japanese Professional Movie Award in der Kategorie Beste Regie ausgezeichnet und gewann in derselben Kategorie bei den Nikkan Sports Film Awards. Auf dem Yokohama Film Festival erhielt der Film Auszeichnungen in den Kategorien Bester Film, Bester Nachwuchsdarsteller (Masanobu Ando), Bester Nebendarsteller (Ryo Ishibashi) und Beste Kamera.
Masanobu Ando erhielt außerdem den Nikkan Sports Film Award, den Sponichi-Nachwuchspreis beim Mainichi Eiga Concours, den Kinema Junpo Award, den Blue Ribbon und den Hochi Film Award.